# Liste der syrischen Botschafter in den Vereinigten Staaten
Der syrische Botschafter in den Vereinigten Staaten ist der ständige Vertreter Syriens in den USA. Im Folgenden werden alle Botschafter aufgelistet:

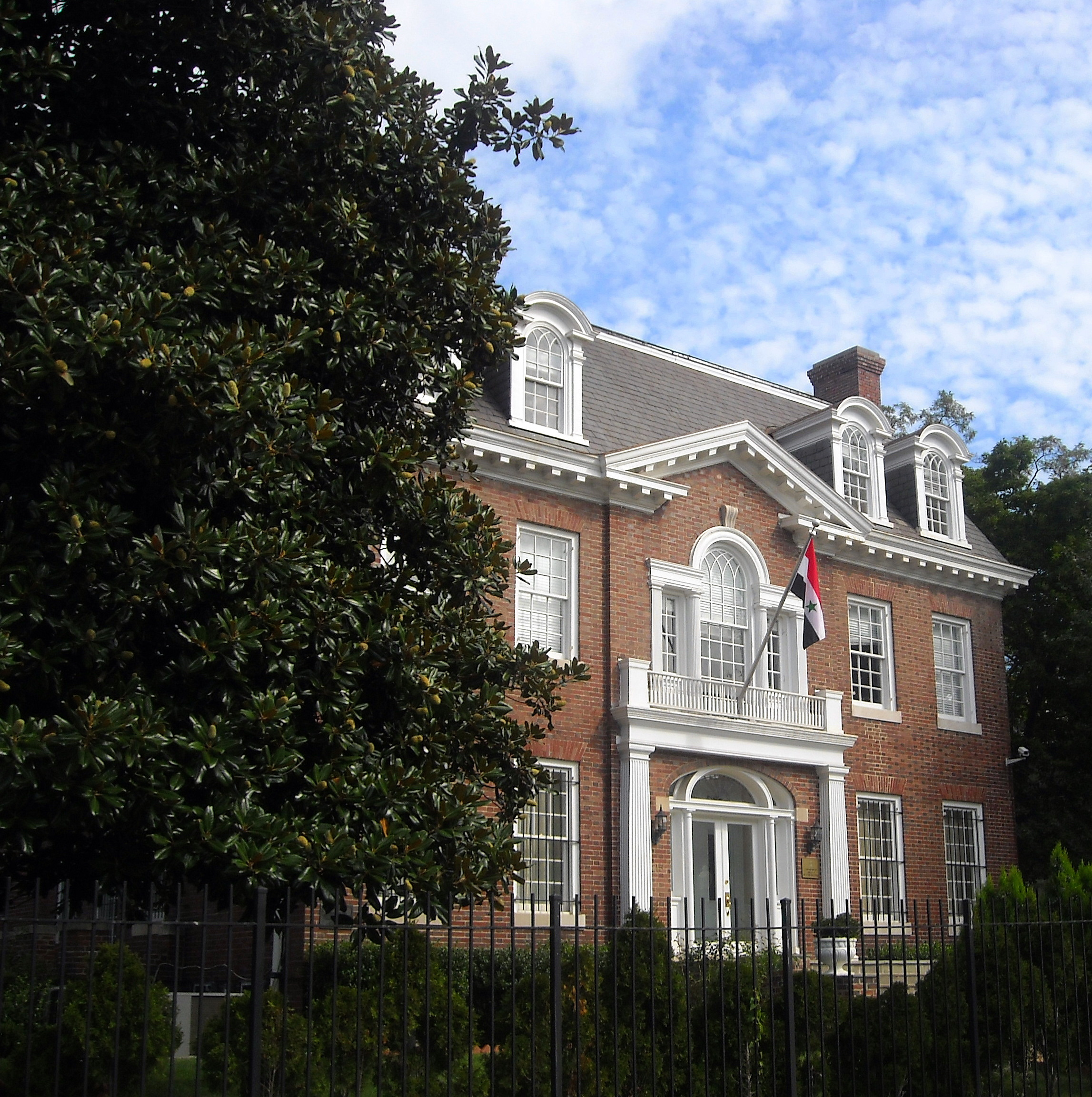
Syrische Botschaft in der 2215 Wyoming Avenue Northwest in Washington, D.C.

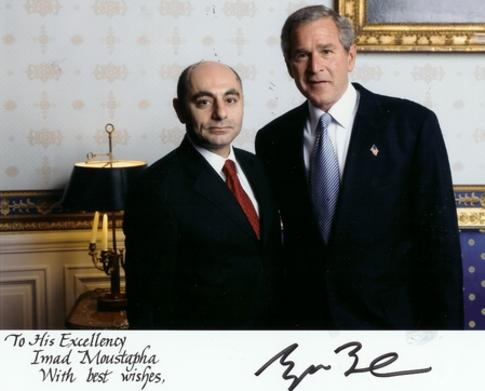
Imad Moustapha, George W. Bush

| Ernannt / Akkreditiert | Name                             | Bemerkungen | ernannt von        | akkreditiert bei  | Posten verlassen |
| ---------------------- | -------------------------------- | --- | ------------------ | ----------------- | ---------------- |
| 19. März 1945          | Nazim al-Qudsi                   | | Schukri al-Quwatli | Harry S. Truman   | 1947             |
| 1947                   | Fayez al-Khoury                  | (* 1893; † 1959) Dekan der Rechtswissenschaft der Universität Damaskus, Botschafter in London, Mitglied des syrischen Parlamentes, 1943 syrischer Außenminister           | Schukri al-Quwatli | Harry S. Truman   | 1952             |
| 1952                   | Farid Zeineddine                 | | Fawzi Selu         | Harry S. Truman   | 1957             |
| Dez. 1961              | Omar Abu Rischa                  | | Maamun al-Kuzbari  | John F. Kennedy   | 1964             |
| Juni 1967              | keine diplomatischen Beziehungen | | Maamun al-Kuzbari  | John F. Kennedy   | 1974             |
| 1974                   | Sabah Kabbani                    | Sabah Qabbani (* 1928) Gründer und erster Leiter des syrischen Fernsehens. Vor 1974 war er Botschafter in Jakarta.                                                        | Hafiz al-Assad     | Gerald Ford       | 1981             |
| 1981                   | Abdul Hassib Istwany             | Geschäftsträger | Hafiz al-Assad     | Ronald Reagan     | 1981             |
| 1981                   | Rafic Jouejati                   | (* 1922 in Damaskus; † 2003) Nach 1986 lehrte er an der Universität Damaskus, University of Oxford, University of Cambridge und der School of Oriental Studies in Munich. | Hafiz al-Assad     | Ronald Reagan     | 1986             |
| 1990                   | Walid al-Muallim                 | | Hafiz al-Assad     | George H. W. Bush | 2000             |
| 2000                   | Rustum Al-Zubi                   | Abberufen, aber nicht zurückgekehrt. | Baschar al-Assad   | Bill Clinton      | 8. Feb. 2002     |
| 2004                   | Imad Moustapha                   | | Baschar al-Assad   | George W. Bush    | 2011             |
| 2012                   | Zuheir Jabbour                   | Geschäftsträger | Baschar al-Assad   | Barack Obama      | 20. Jan. 2017    |